# Gō Katō
Pour les articles homonymes, voir Kato.
Gō Katō (加藤 剛, Katō Gō), né le 4 février 1938 et mort le 18 juin 2018 est un acteur japonais.

## Biographie

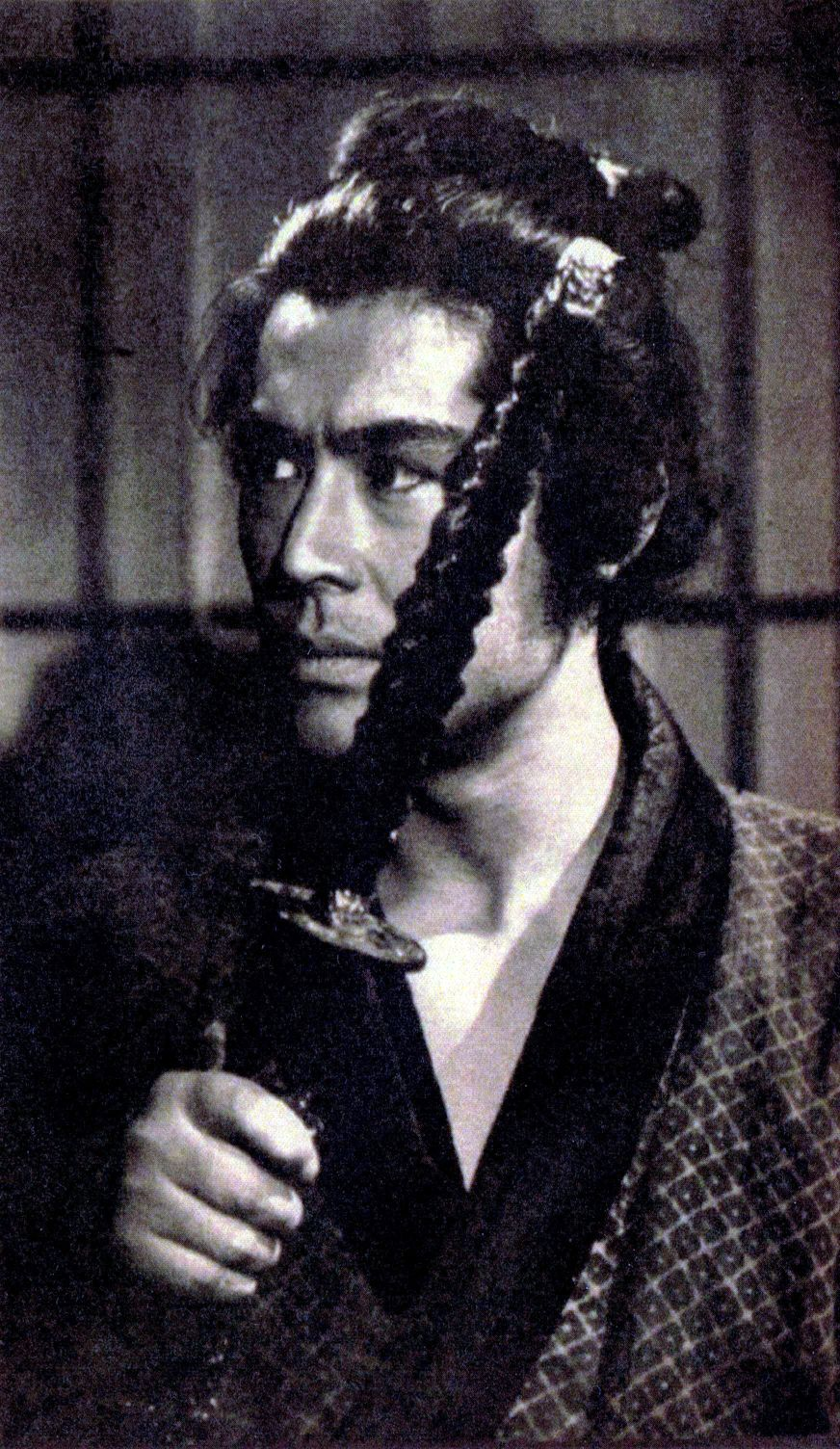
Gō Katō en 1964.

Ses débuts dans Le Camélia à cinq pétales (1964) sont suivis par des rôles dans les films de Kei Kumai (La Rivière Shinobu, Le Cap du nord avec Claude Jade, La Mort d'un maître de thé).
Gō Katō meurt d'un cancer de la vésicule biliaire le 18 juin 2018.

## Filmographie

### Cinéma
- 1963 : La Légende du combat à mort (死闘の伝説, Shito no densetsu?) de Keisuke Kinoshita : Hideyuki Sonobe
- 1964 : Le Parfum de l'encens (香華, Kōge?) de Keisuke Kinoshita : Ezaki
- 1964 : Le Camélia à cinq pétales (五辧の椿, Goben no tsubaki?) de Yoshitarō Nomura : Aoki
- 1965 : Le Sabre de la bête (獣の剣, Kedamono no ken?) de Hideo Gosha : Jurata Yamane
- 1967 : Rébellion (上位討ち 拝領妻始末, Jōi uchi Hairyō Tsuma Shimatsu?) de Masaki Kobayashi
- 1969 : Le Parti du Tengu (天狗党, Tengu-tō?) de Satsuo Yamamoto : Genjirō
- 1970 : Kage no kuruma (影の車?) de Yoshitarō Nomura : Yukio Hamajima
- 1970 : La Guerre et les Hommes I (戦争と人間 第一部 運命の序曲, Senso to nigen?) de Satsuo Yamamoto : docteur Tatsuo Hattori
- 1971 : La Guerre et les Hommes II (戦争と人間 第二部 愛と悲しみの山河, Senso to ningen II: Ai to kanashimino sanga?) de Satsuo Yamamoto : docteur Tatsuo Hattori
- 1971 : Kuro no shamen (黒の斜面?) de Masahisa Sadanaga : Takashi Tsujii
- 1972 : Baby Cart : Le Sabre de la vengeance (子連れ狼　子を貸し腕貸しつかまつる, Kozure Ōkami: Kowokashi udekashi tsukamatsuru?) de Kenji Misumi : Ikiyu
- 1972 : La Rivière Shinobu (忍ぶ川, Shinobugawa?) de Kei Kumai : Tetsuro
- 1972 : Baby Cart : Dans la terre de l'ombre (子連れ狼　死に風に向う乳母車, Kozure Ōkami: Shinikazeni mukau ubaguruma?) de Kenji Misumi : Magomura Kanbei
- 1973 : Shinobu-ito (忍ぶ糸 第一部 古都のめぐり逢い 第二部　春の旅立ち?) de Masanobu Deme : Yozo
- 1973 : Nihon kyōka den (日本侠花伝 第一部野あざみ 第二部青い牡丹?) de Tai Katō : Toyohiko Kagawa
- 1974 : Le Vase de sable (砂の器, Suna no utsuwa?) de Yoshitarō Nomura : Eiryo Waga
- 1976 : Le Cap du nord (北の岬, Kita no misaki?) de Kei Kumai : Mitsuo
- 1978 : Bandit contre samouraï (雲霧仁左衛門, Kumokiri Nizaemon?) de Hideo Gosha : Ōkubo
- 1979 : Rika (子育てごっこ, Kosodate gokko?) de Tadashi Imai
- 1979 : Shōdō satsujin: Musuko yo (衝動殺人 息子よ?) de Keisuke Kinoshita : Nakatani
- 1979 : L'Étang du démon (夜叉ケ池, Yashagaike?) de Masahiro Shinoda : Akira Hagiwara
- 1980 : Chichi yo haha yo! (父よ母よ！?) de Keisuke Kinoshita : le journaliste
- 1983 : Amagi goe (天城越え?) de Haruhiko Mimura : docteur
- 1983 : Les Enfants de Nagasaki (この子を残して, Kono ko wo nokoshite?) de Keisuke Kinoshita
- 1986 : Jours de joie et de tristesse (新・喜びも悲しみも幾歳月, Shin yorokobimo kanashimimo ikutoshitsuki?) de Keisuke Kinoshita : Yoshiaki
- 1989 : La Mort d'un maître de thé (千利休 本覺坊遺文, Sen no Rikyu: Honkakubō ibun?) de Kei Kumai : Oribe Furuta
- 1989 : Harasu no ita hibi (ハラスのいた日々?) de Tomio Kuriyama : Kenji Tokuda
- 1993 : Waga ai no uta: Taki Rentarō monogatari (わが愛の譜 滝廉太郎物語?) de Shin'ichirō Sawai : Yoshihiro Taki
- 1995 : Le Journal d'Anne Frank (アンネの日記, Anne no Nikki?) d'Akinori Nagaoka : Otto Frank (animation - voix)
- 2004 : Dōsōkai (同窓會?) de Kan Mukai
- 2006 : Adan (アダン?) de Shō Igarashi : Sumitomo
- 2009 : Shizumanu taiyō (沈まぬ太陽?) de Setsurō Wakamatsu : le Premier ministre Tonegawa
- 2013 : The Great Passage (舟を編む, Fune o amu?) de Yūya Ishii : Tomosuke Matsumoto
- 2018 : Tonight, at the Movies (今夜、ロマンス劇場で, Konya, Romansu Gekijo de?) de Hideki Takeuchi

### Télévision
- 1964 : Vol 272 (mini-série TV) : Toshio
- 1966 : Waga kokoro no kamome (téléfilm)
- 1967 : Hokuto no hito (série TV) : Shusaku Chiba
- 1970 - 1999 : Ōoka Echizen (série TV de 15 saisons et 402 épisodes)
- 1974 : Kaze to kumo to niji to (série TV) : Masakado Tairano
- 1980 : Shishi no jidai (série TV)
- 1981 : Sekigahara (téléfilm) : Mitsunari Ishida
- 1992 : Inochi no biza (téléfilm) : Chiune "Sempo" Sugihara
- 1994 : Araki Mataemon: Otokotachi no shura (téléfilm) : Mataemon Araki
- 2001 : Satsui no hate ni: Hida takayama fujin kōsatsu jiken (téléfilm)
- 2003 : Sōsa sen jō no aria: Tonari beya no onna (téléfilm)
- 2008 : Mitsumei: Kangetsu kasumigiri (série TV) : Kojinya Kihachi
- 2008 : Keishichō sōsa ikka satsujin jiken: Keiji no shōmei (téléfilm)
- 2009 : Saka no ue no kumo (série TV) : Hirobumi Ito
- 2011 : Nankyoku tairiku: Kami no ryouiki ni idonda otoko to inu no monogatari (série TV)
- 2012 : Makete, katsu: Sengo wo tsukutta otoko Yoshida Shigeru (mini-série TV) : Nobuaki Makino
- 2016 : Yuriko san no ehon (téléfilm)
- 2017 : Ōoka Echizen: Shirasu ni Saita Shinjitsu (téléfilm)

## Récompenses et distinctions
- 2001 : Médaille au ruban pourpre
- 2008 : Ordre du Soleil levant, 4e classe[1]